# Петер фон Трамин
Петер фон Трамин (на немски: Peter von Tramin) или Петер Рихард Освалд Чугуел, както гласи цялото му име, е австрийски белетрист, автор на радиопиеси и преводач, роден във Виена.

## Житейски и творчески път
Трамин следва право и търговски науки, след което работи като банков служител.
Първите му творби са публикуваният под псевдоним – научнофантастичният роман „Повелител на 1000 мозъка“ (1958) и романът „Дивертименто“ (1963). Но литературна известност му донася иронично-изисканият автобиографичен роман „Господа синовете“ (1963), в който писателят парадира живота на виенската „златна младеж“. Свои творби Трамин публикува и в различни антологии, сред които личат „Деветнадесет немски разказа“ (1963), „Конфигурация“ (1966) и „Примери“ (1967).
Голям интерес предизвиква фантастичният му роман „Вратата в прозореца“ (1967). А като използва гротеската и притчата в сборника с разкази „Джобове, пълни с пари“ (1970), Трамин – в стила на Франц Кафка и Хаймито фон Додерер – се стреми да определи „предназначението на човека“ в днешния свят. Посмъртно излиза и сборникът му „Канализационният съветник“ (1990). Оставя в ръкопис големия си незавършен роман „Черен Петър“, писан през периода 1959-1963 г.

## Признание
За творчеството си Петер фон Трамин е отличен с „Австрийската държавна награда за литература“ (1963).